# 秦武公
秦武公（？—前678年），嬴姓，春秋时期秦国君主。秦憲公长子，秦德公、秦出子之兄，在位20年。

## 生平
前704年，秦宪公去世后，大庶長弗忌、威壘和三父廢太子秦武公，另立秦出子繼位。
前698年，三庶长派刺客杀害秦出子，拥立原来被废的秦武公继位。
前697年，征伐彭衙（今陕西省白水县东北）的彭戏氏，一直进兵到华山下。
前695年，秦武公追究三庶长谋杀秦出子之罪，杀之并將其族灭。
前688年，攻打邽（今甘肃省清水县北）、冀（今甘肃省甘谷县南）两地的戎族，并在两地设县。
前687年，在杜（今陕西省西安市长安区东南）、郑（今陕西省华县）两地设县，攻灭了小虢国。
前678年，秦武公去世，葬于平陽（今陕西省岐山县西南），他是首位使用人殉的秦国君主，陪葬人数多達六十六人。秦武公有一子，名叫公子白，被封于平阳，未能继位，由秦宪公次子、秦武公之弟秦德公继位。